# Adoxotoma forsteri
Adoxotoma forsteri là một loài nhện trong họ Salticidae.
Loài này thuộc chi Adoxotoma. Adoxotoma forsteri được Marek Żabka miêu tả năm 2004.